# Danielle Lea
Åsa Danielle Lea (10 agosto 1994) è una calciatrice inglese, difensore del Bnot Netanya.

## Palmarès

### Club
- FA Women's League Cup: 1

Manchester City: 2014